# Makin Island (Schiff, 1944)
Die USS Makin Island (CVE-93) war ein Geleitflugzeugträger der Casablanca-Klasse und stand von 1944 bis 1946 im Dienst bei der United States Navy. Das nach dem von den US-Truppen als Makin Island bezeichneten Atoll Butaritari in den Gilbertinseln benannte Schiff wurde auf dem pazifischen Kriegsschauplatz eingesetzt und erhielt für seinen Einsatz fünf Battle Stars.

## Geschichte
Der Bau der Makin Island  wurde am 18. Juni 1942 genehmigt, die Kiellegung erfolgte am 12. Januar 1944 bei Kaiser Shipbuilding in Vancouver, Washington. Nach der Taufe durch Mrs. B. B. Nichol lief der Träger am 5. April 1944 vom Stapel und wurde einen Monat später, am 9. Mai unter dem Kommando von Commander W. B. Whaley in Astoria in Dienst gestellt.
Nach ersten Erprobungsfahrten vor der US-Westküste verließ die Makin Island am 19. Juni 1944 San Diego, um Flugzeuge und Personal nach Pearl Harbor, Majuro und Kwajalein zu transportieren. Am 24. Juli traf das Schiff wieder in Kalifornien ein, wo es die folgenden Monate mit Manövern verbrachte. Am 16. Oktober lief die Makin Island zu ihrem ersten Kampfeinsatz aus, über Pearl Harbor und Eniwetok lief sie nach Ulithi, wo sie am 5. November eintraf. Am 10. November lief der Träger in das Seegebiet vor Leyte, wo er Luftunterstützung für die Invasionstruppen lieferte. Am 22. November wurde Kurs auf Manus gesetzt, wo die Vorbereitungen der Invasion der philippinischen Hauptinsel Luzon begannen.
Als Flaggschiff von Konteradmiral Calvin T. Durgin, dem Kommandeur der Task Group 77.4, verließ die Makin Island Manus am 27. Dezember, um sich in der Straße von Surigao mit der Invasionsflotte zu treffen. Auf dem Weg in den Golf von Lingayen geriet der Verband unter schwere japanische Luftangriffe, bei denen das Schwesterschiff der Makin Island, die Ommaney Bay versenkt und etliche Schiffe beschädigt wurden. Trotz der Angriffe traf die Makin Island am 6. Januar 1945 unversehrt an den Invasionsstränden an, wo sie für die nächsten elf Tage Luftunterstützung für die gelandeten Truppen lieferte. Im Anschluss kehrte sie nach Ulithi zurück.
Während der Invasion Iwo Jimas war die Makin Island erneut Flaggschiff von Admiral Durgin. Der Träger traf am 16. Februar vor der Insel ein, wo seine Flugzeuge bis zum 8. März Luftnahunterstützung lieferten. Trotz erneuter schwerer japanischer Angriffe blieb die Makin Island unbeschädigt. Nachdem im Ulithi-Atoll Nachschub gebunkert worden war, lief die Task Group 52.2 mit der Makin Island als Flaggschiff nach Okinawa, wo der Verband am 25. März eintraf. In den folgenden 67 Tagen lieferte die Luftgruppe des Trägers nahezu ununterbrochen Feuerunterstützung für die US-Truppen, die den erbitterten Widerstand der japanischen Truppen auf der Insel niederkämpften. Am 1. Juni wurde die Makin Island auf ihrer Position abgelöst und lief nach Guam, wo sie am 5. Juni eintraf.
Am 11. Juli folgte ein weiterer Einsatz, diesmal war die Makin Island als Sicherung für Angriffe und Minenräumoperationen im Südchinesischen Meer eingeteilt. Während des Einsatzes wurden verschiedene japanische Ziele auf dem chinesischen Festland bombardiert. Am 13. August lief der Träger in der Buckner Bay auf Okinawa ein, wo er bis Anfang September verblieb. Am 9. September lief die Makin Island nach Honshū, wo sie in Wakanoura Wan einlief. Zu ihren Aufgaben gehörte die Luftsicherung der Evakuierung amerikanischer Kriegsgefangener. Am 18. Oktober wurde Kurs auf die US-Westküste gesetzt, wo der Träger am 5. November in San Francisco einlief. Nach einer Magic-Carpet-Fahrt nach Shanghai ankerte die Makin Island am 30. Dezember 1945 in Seattle.
Die Makin Island wurde am 19. April 1946 im Puget Sound Navy Yard außer Dienst gestellt, nach der Streichung aus dem Naval Vessel Register am 11. Juli wurde sie am 1. Januar 1947 zur Verschrottung verkauft.